# Ligron

## Demografía
| 480 | 406 | 351 | 337 | 338 | 358 |
| Para los censos de 1962 a 1999 la población legal corresponde a la población sin duplicidades (Fuente: INSEE [Consultar]) |     |     |     |     |     |